# Indumentària romana d'Orient
La indumentària romana d'Orient engloba el conjunt de vestits, tèxtils i ornats que van definir la forma de vestir des dels segles IV al VI a l'Imperi Romà d'Orient. La cort imperial va utilitzar el vestit com un element d'ostentació, classe i poder, amb una iconografia molt definida. Existia una indumentària específica per a les cerimònies règies, el vestit imperial, del qual es conserven nombroses representacions en les arts decoratives del moment. Això ha estat vital per fer un estudi més detallat dels teixits i complements emprats. La seda romana d'Orient va emergir com el teixit associat a les classes superiors.

## Context històric
A partir del segle iv, l'Imperi Romà d'Orient, amb capital a Constantinoble (l'actual Istanbul, Turquia), va experimentar un important trànsit comercial, la qual cosa va afavorir una arribada massiva de productes, especialment objectes de luxe entre els quals destaquen les arts decoratives (esmalts, teixits, joies i mosaics). Tot això, unit al gust per la sumptuositat que la cort romana d'Orient sempre va manifestar, va formar un brou de cultiu perfecte per al desenvolupament d'una indumentària rica en teixits, ornament, iconografia i color.

## Característiques generals de la indumentària
El cristianisme va exercir influència en el vestir de l'Imperi Bizatí. Les túniques de la zona Oriental comencen a adquirir formes planes, togues de línies planes sense plecs, de manera que s'oculten les formes naturals. Una altra característica de la indumentària romana d'Orient és la policromia i gran quantitat d'ornaments, en els que l'or era utilitzant abundantment.
El vestit masculí era la túnica, llarga o curta, amb mànigues; mantell, pantalons i calces de cuir botes. La túnica semillarga es portava una mica recollida amb un cinturó. Per la seva banda la túnica llarga s'utilitzava com vestidura exterior. Tots dos tipus de túniques presenten ornaments amb sanefes. La vestimenta masculina es completava amb mantell recollit a l'espatlla dreta amb un fermall, per a poc a poc passar a ser un mantó recolzat en tots dos espatlles i subjecte sobre el pit amb unes cintes.
A més, cal tenir en compte que segons la classe social i el prestigi de l'individu la vestimenta canviava, així, per exemple, els cònsols duien el mantell de través, com el "himatión".
Els pantalons llargs i amples es van substituint per pantalons ara estretament, i les sandàlies s'abandonen per començar a fer servir sabates oberts o tancats, escarpins proveïts amb corretges, i botes.
D'altra banda, tot i que originàriament els romans d'Orient no es tapaven el cap, a partir de convertir-se al cristianisme, comencen a utilitzar elements que cobrien els seus caps. Així, les dones en les cerimònies religioses es cobreixen el cap amb un mantell i algunes mostraven, pendents del coll per una cinta, el crismó, l'àncora, la Creu de Tau, el peix o un altre símbol de la doctrina que professaven. A partir del segle xii es generalitzen els barrets de forma extravagant per als homes, amb alts capells que es podien ornamentar amb joies.
Al segle VI es van posar de moda els casquets en forma de capell frigi. També per usos de la moda es va començar a utilitzar una túnica amb un tall molt particular. Estava oberta des de la cintura i era més llarga d'una banda que de l'altra, el faldó més llarg passava per un cinturó que es tapava amb una llarga faixa, encara que solia fer-se el mateix amb el faldó curt.
Per la seva banda la vestimenta de les dones va seguir mantenint les formes primitives, que s'assemblaven més als vestits asiàtics; la túnica era llarga, arribava fins als peus, i cenyia coll i canells. Sobre ella es posava una altra túnica amb mànigues llargues o curtes, i amples. Per la seva banda el gipó romà estava encara en ús. El mantell es posava de diverses maneres (sobre les espatlles i presa amb fermall) i podia ser tant circular com rectangular.
La majoria de romans d'Orient preferien els teixits de colors vius, reservant-se el púrpura per a la família imperial. Com que els tons també identificaven els equips a l'hipòdrom i fins i tot les tendències polítiques, ben aviat van adquirir connotacions més enllà de la vistositat i es combinaven per expressar les aficions i el grup de pertinença. Aquests colors simbòlics eren més presents als guarniments exteriors, no solament perquè es podien veure al carrer (funció principal), sinó perquè podien treure's si l'ocasió ho requeria. Els colors també indicaven rang si es portaven a les sabates, vermelles per a l'emperador, blaves per al sebastocràtor i verdes per als funcionaris superiors. La resta de la població portava sabates en tons terra o daurades, en forma de sabatilla ajustada al peu. Els treballadors i camperols anaven descalços o amb sandàlies d'estil romà.

## Indumentària imperial

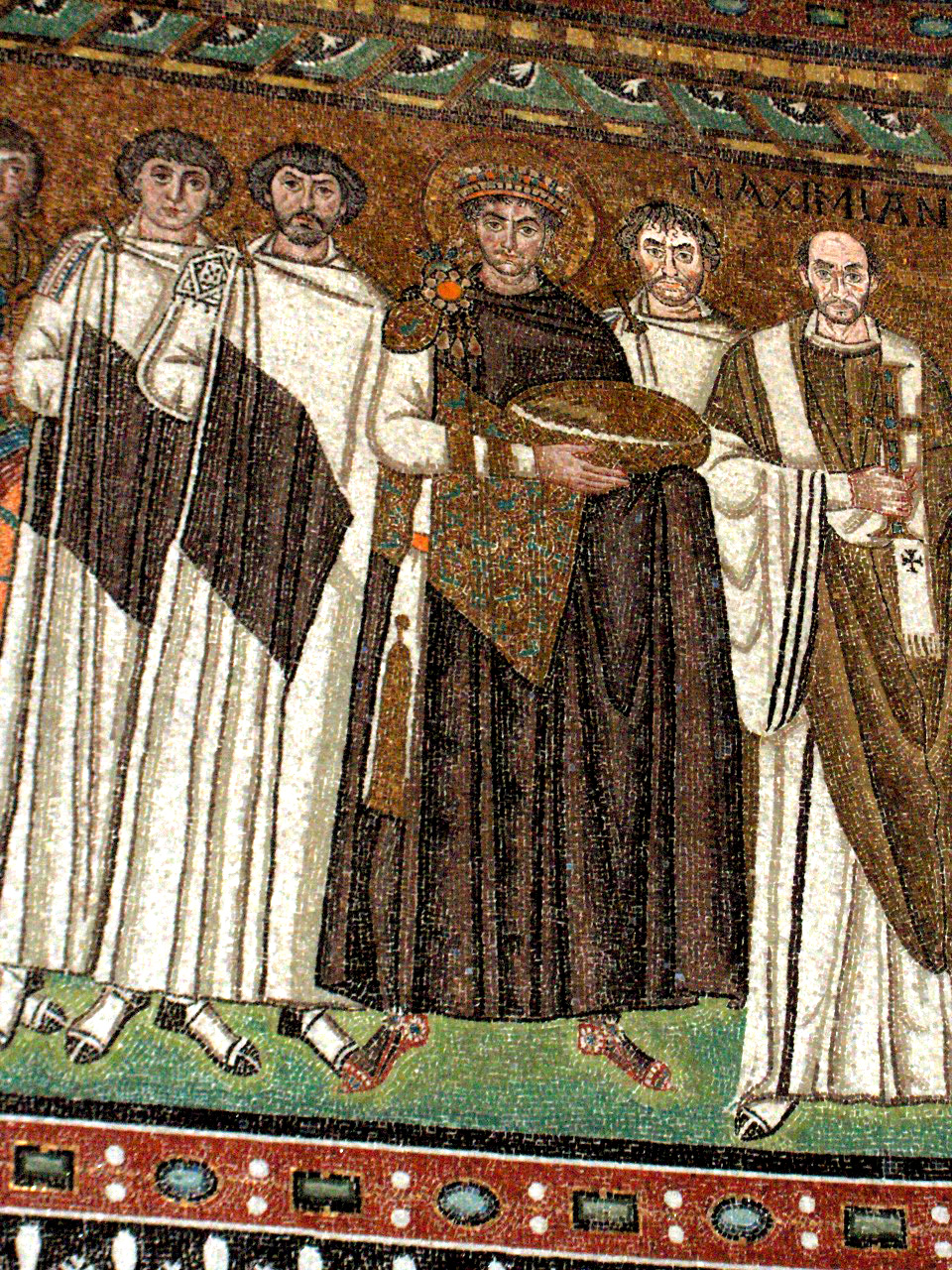
L'emperador Constantí acompanyat de l'arquebisbe Maximilià i de la guarda pretoriana. Mosaic, muralla nord de l'absis, Església de Sant Vital en Ràvena (547 a.C.)

Durant els primers anys de l'Imperi es va continuar utilitzant la toga romana com a vestimenta oficial. No obstant això, amb el pas del temps va prevaler la moda oriental, molt més decorativa. Durant el regnat de Justinià va començar a utilitzar-se la túnica amb mànigues i en forma de T. Aquesta túnica és també un dels elements principals del vestit imperial. Una de les representacions més conegudes del vestit imperial es troba en un els mosaics de l'Església de Sant Vital de Ràvena (c.a. 547 a.C.), situat en el mur nord de l'absis. En ell es pot veure a l'emperador Constantí portant una túnica porpra, color reservat exclusivament per a la cort, sobre la qual es col·loca una ampla clàmide, cordada en l'espatlla dreta per una vistosa fíbula. Apareix tocat amb la stemma, una corona d'or quallada de gemmes de la qual pengen cadenes d'or que arriben fins a la galta. De la mateixa manera l'emperador apareix representat amb l'halo daurat, símbol de la seva divinitat. Els seus peus estan coberts amb unes botes a l'estil persa, és a dir, blanques amb brodat en color vermell. A l'esquerra de Constantí, la guàrdia pretoriana porta togues blanques sobre les quals es col·loquen clàmides porpres. A la dreta de l'emperador, l'arquebisbe Maximià apareix representat amb una túnica daurada sobre toga blanca. D'aquesta manera es crea una jerarquia de poder, fàcilment recognoscible gràcies a la vestimenta.